# الرافعة (تعز)

تعديل مصدري - تعديل

الرافعة هي إحدى قرى مديرية ماوية بمحافظة تعز اليمنية، بلغ تعداد سكانها 952 نسمة حسب إحصاء عام 2004.